# Horse Islands
Horse Islands är öar i Kanada.   De ligger i provinsen Newfoundland och Labrador, i den östra delen av landet, 1 600 km öster om huvudstaden Ottawa.
Ögruppen består av Eastern Island och Western Island.